# Lothar Hagebölling
Lothar Hagebölling (* 10. Oktober 1952 in Coesfeld, Münsterland) ist ein deutscher Jurist und politischer Beamter. Er war zwischen Juli 2010 und März 2012 Chef des Bundespräsidialamtes und zuvor Staatssekretär und Chef der Staatskanzlei des Landes Niedersachsen.

## Leben und Beruf
Nach dem Studium der Staats- und Rechtswissenschaften in Bielefeld und Göttingen absolvierte Hagebölling seine Referendariatszeit im Bezirk des Oberlandesgerichts Braunschweig. 1983 wurde er an der TU Braunschweig promoviert. Er blieb auch danach der niedersächsischen Landesverwaltung verbunden und arbeitete bei der Bezirksregierung Braunschweig, der Stadt Peine und im Innenministerium. Ab 1986 war er Persönlicher Referent und Leiter des Büros von Ministerpräsident Ernst Albrecht. In den Jahren 1990 bis 1998 leitete Hagebölling das Generalreferat zum Landeshaushalt im Niedersächsischen Finanzministerium. In seiner letzten beruflichen Station vor der Berufung als Staatssekretär war er Präsident des Niedersächsischen Landesamtes für Bezüge und Versorgung.
Hagebölling lebt in Braunschweig und engagiert sich dort kulturell, in der Freiwilligen Feuerwehr sowie als Honorarprofessor und Vorsitzender des Hochschulrates an der TU Braunschweig.

## Politik
Nach dem Erfolg von CDU und FDP bei der Landtagswahl in Niedersachsen 2003 wurde Hagebölling zum Staatssekretär im von Hartmut Möllring (CDU) geführten Niedersächsischen Finanzministerium ernannt. Ab dem 1. Mai 2006 war er als Nachfolger von Gabriele Wurzel (CDU) Staatssekretär und der Chef der Staatskanzlei. Vom 1. Februar 2007 bis August 2010 vertrat Hagebölling das Land Niedersachsen im ZDF-Fernsehrat.
Am 5. Juli 2010 wurde er von Christian Wulff zum Chef des Bundespräsidialamtes ernannt und wurde damit protokollarisch der ranghöchste beamtete Staatssekretär.
Im Januar 2012 kam die Frage auf, ob er 2010 dem Niedersächsischen Landtag über die Finanzierung des umstrittenen Nord-Süd-Dialogs nicht die Wahrheit gesagt habe. Im Zusammenhang mit diesem Projekt hatte im Dezember der damalige Bundespräsident Christian Wulff – der seit Dezember 2011 in der Kritik stand – seinen langjährigen Vertrauten und Berater Olaf Glaeseker entlassen (siehe Wulff-Affäre).
Bei der dem Bundespräsidialamt obliegenden Entscheidung, ob Christian Wulff nach dessen Rücktritt den für ehemalige Bundespräsidenten vorgesehenen Ehrensold erhalten solle, erklärte sich Hagebölling im Februar 2012 für befangen und übergab die Angelegenheit seinem Stellvertreter Rüdiger Hütte.
Wulffs Nachfolger Joachim Gauck verabschiedete Hagebölling am 19. März 2012 in den einstweiligen Ruhestand und berief David Gill zum Chef des Bundespräsidialamts.

## Mitgliedschaften
Hagebölling ist Mitglied im Kuratorium der Otto-von-Bismarck-Stiftung.

## Auszeichnungen
- 2010: Verdienstkreuz des Niedersächsischen Verdienstordens (1. Klasse)[9]
- 2020: Ehrensenator der Technischen Universität Braunschweig[10]

## Schriften
- Die rechtliche Sonderstellung des Handwerks in Abgrenzung zur Industrie, Dissertation TU Braunschweig 1983.
- Eine Stadt mit unverwechselbarem Profil. Erfahrungen und Erlebnisse eines Oberregierungsrates im Peiner Rathaus. In: Peiner Allgemeine Zeitung (Hrsg.): Peiner Heimatkalender 14 (1984). Druckhaus A. Schlaeger GmbH & Co. KG, Peine, 1984, S. 105–111.
- Technik und Recht. Die Rechtswissenschaften an der Technischen Universität Braunschweig mit Tradition und Zukunft, Braunschweig 2010 (RATUBS Nr. 5/2010).
- Niedersächsische Verfassung: Kommentar, Kommunal- und Schul-Verlag, 2. Auflage, Wiesbaden 2011, ISBN 3-8293-0937-6.